# Hayden Paddon
Hayden Paddon (Geraldine, 20 april 1987) is een Nieuw-Zeelands rallyrijder, die actief was als fabrieksrijder van 2014 tot 2022 voor Hyundai met de Hyundai i20 Coupé WRC in het Wereldkampioenschap rally.
In 2023 en 2024 werd hij samen met copiloot John Kennard Europees rallykampioen in het ERC met de Hyundai i20 N Rally2.

## Carrière

#### Vroege carrière

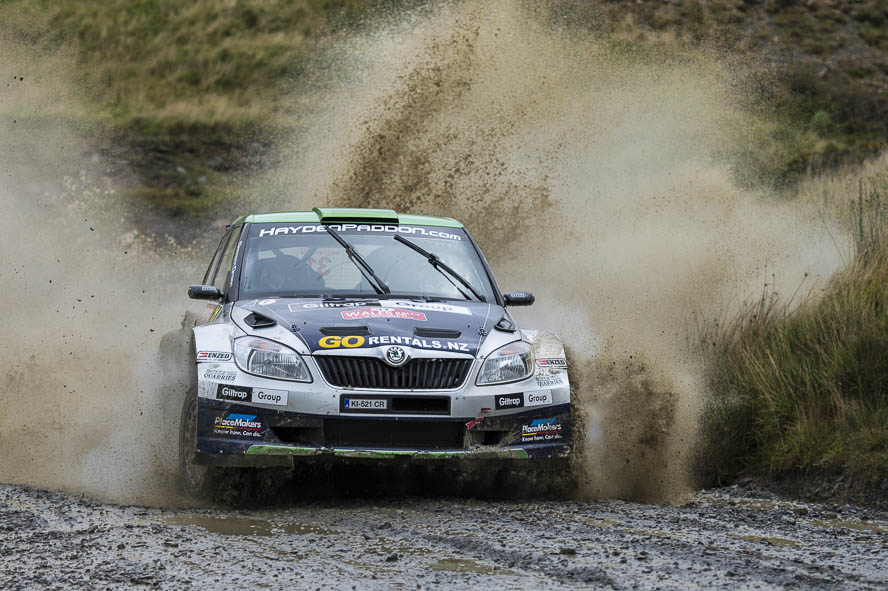
Paddon actief in het SWRC met de Škoda Fabia S2000 in 2012

Hayden Paddon werd al vroeg geïntroduceerd met de rallysport, waarin zijn vader namelijk actief was. Op 6-jarige leeftijd begon hij zelf met karten en debuteerde in 2002 op 15-jarige leeftijd uiteindelijk in de rallysport. Vanaf 2006 nam hij deel aan het Nieuw-Zeelands rallykampioenschap met een Groep N Mitsubishi Lancer Evolution. Hij werd kampioen bij de junioren in 2006 en 2007 (terwijl hij in het laatstgenoemde jaar ook tweede eindigde in het algemeen kampioenschap) en maakte in het seizoen 2007 tijdens de Nieuw-Zeelandse WK-ronde ook zijn eerste opwachting in het wereldkampioenschap rally. In 2008 greep Paddon naar zijn eerste titel in het Nieuw-Zeelands kampioenschap en verdedigde deze vervolgens succesvol in 2009.
In het seizoen 2010 reed Paddon met de Mitsubishi een WK-programma in het Production World Rally Championship voor standaard wagens. Daarin werd hij gesteund door bandenleverancier Pirelli. Met een eigen geprepareerde auto won hij zijn categorie in Nieuw-Zeeland en eindigde uiteindelijk met meerdere podium resultaten als derde in de titelstrijd in het PWRC. In het seizoen 2011 stapte hij over naar een Subaru Impreza STi, geprepareerd door het Belgische Symtech Racing, wederom deelnemend aan het PWRC. Paddon won in al zijn optredens zijn categorie. In Argentinië greep hij met een negende plaats algemeen tevens naar zijn eerste WK-kampioenschapspunten toe. In Australië eindigde hij zelfs zo hoog als zesde, en besliste hiermee ook de PWRC titel in zijn voordeel.
In 2012 nam Paddon deel aan het Super 2000 World Rally Championship met een Škoda Fabia S2000. Zijn beste resultaat was een klasse-overwinning en twaalfde plaats algemeen in Nieuw-Zeeland. Tijdens de rally van Catalonië in 2013 reed hij voor het eerst met een Ford Fiesta RS WRC ingeschreven door M-Sport Ford. Hij eindigde het evenement binnen de top tien als achtste. Datzelfde jaar won hij voor de derde keer de Nieuw-Zeelandse rallytitel.

#### Wereldkampioenschap rally: 2014-heden

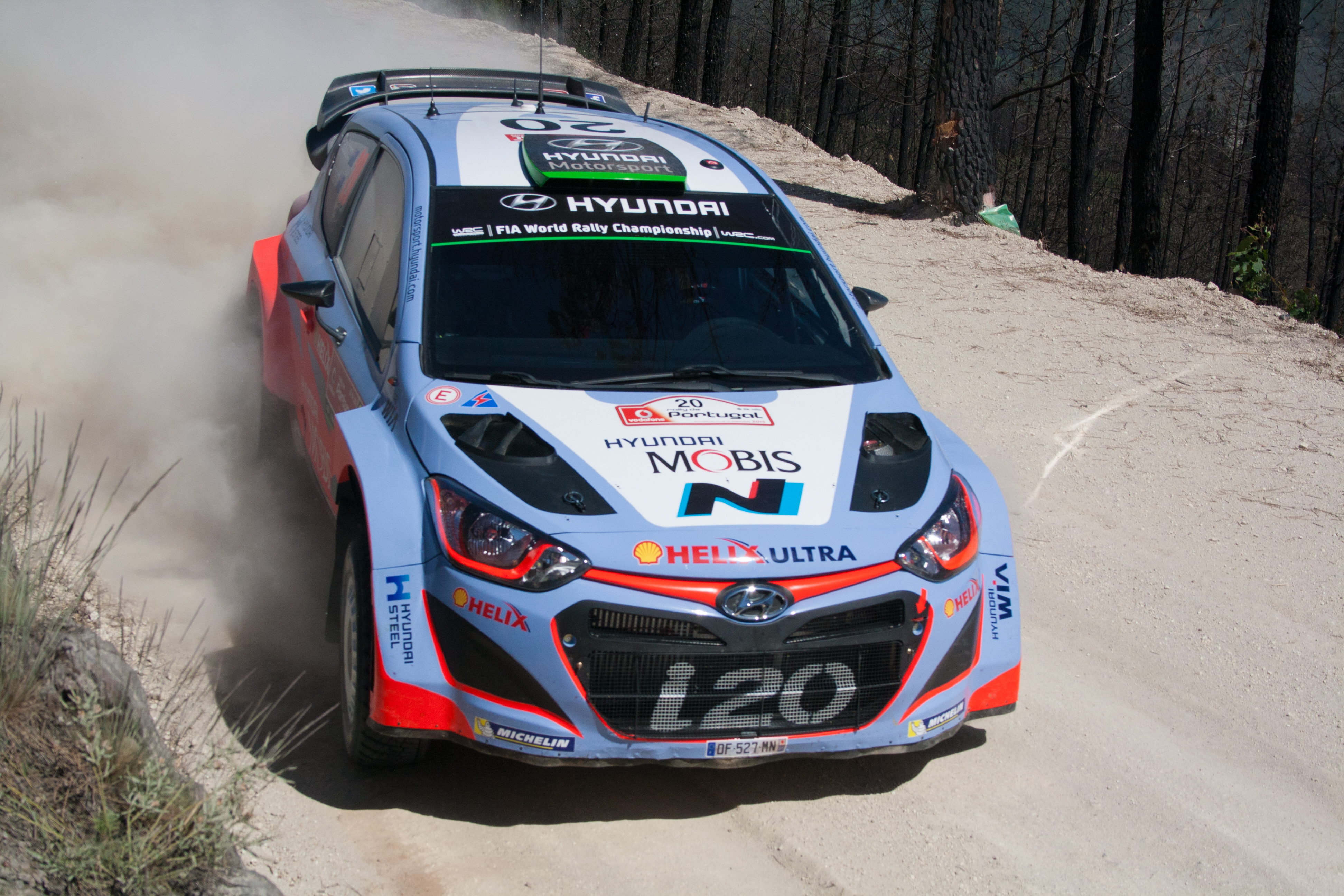
Paddon actief voor Hyundai in Portugal in 2015

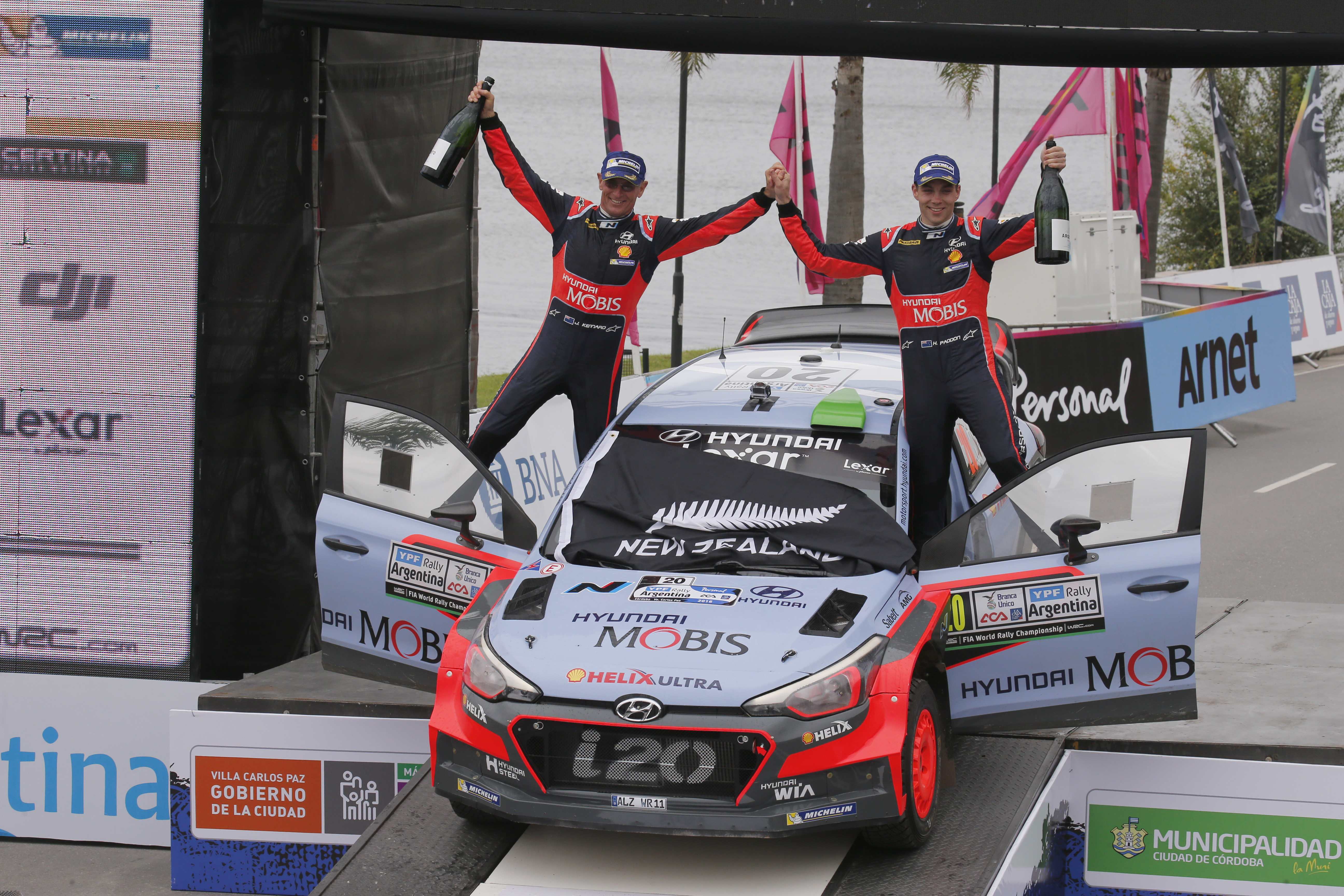
Paddon en navigator John Kennard vieren hun debuutzege in het WK in Argentinië in 2016

Paddon reed in het seizoen 2014 een zevental WK-rally's voor het fabrieksteam van Hyundai, actief met de Hyundai i20 WRC. In 2015 behaalde hij in Sardinië zijn eerste podium resultaat met het team, de rally eindigend als tweede. Dit resultaat evenaarde hij tijdens een van de vroegtijdige rondes van het   seizoen 2016 in Zweden. Een definitieve doorbraak maakte Paddon in Argentinië, waar hij in de slotfase naar een spectaculaire debuutzege in het WK reed, ondanks grote druk van Volkswagen-rijder en drievoudig wereldkampioen Sébastien Ogier. Het was Nieuw-Zeelands eerste overwinning op WK-niveau. Ondanks nog een derde plaats in Polen, werd het succes door Paddon direct opgevolgd met een paar ongelukken en over het algemeen minder spectaculaire resultaten, om uiteindelijk het seizoen toch als vierde te eindigen in het kampioenschap.
Paddon was tijdens de seizoensstart in 2017 in Monte Carlo betrokken bij een ongeluk waarbij een toeschouwer om het leven kwam.

## Complete resultaten in het wereldkampioenschap rally
| Seizoen | Inschrijving                   | Auto                       | 1      | 2      | 3      | 4      | 5       | 6       | 7       | 8       | 9       | 10     | 11      | 12     | 13     | 14    | 15  | 16      | Pos. | Punten |
| ------- | ------------------------------ | -------------------------- | ------ | ------ | ------ | ------ | ------- | ------- | ------- | ------- | ------- | ------ | ------- | ------ | ------ | ----- | --- | ------- | ---- | ------ |
| 2007    | Paddon Direct Green Team       | Mitsubishi Lancer Evo VIII | MON    | ZWE    | NOO    | MEX    | POR     | ARG     | ITA     | GRI     | FIN     | DUI    | NZL 49  | SPA    | FRA    | JPN   | IER |         | –    | 0      |
| 2007    | Team Jordan                    | Mitsubishi Lancer Evo IX   |        |        |        |        |         |         |         |         |         |        |         |        |        |       |     | GBR DNF | –    | 0      |
| 2008    | Paddon Direct Green Team       | Mitsubishi Lancer Evo IX   | MON    | ZWE    | MEX    | ARG    | JOR     | ITA     | GRI     | TUR     | FIN     | DUI    | NZL 12  | SPA    | FRA    | JPN   | GBR |         | –    | 0      |
| 2009    | Hayden Paddon                  | Mitsubishi Lancer Evo IX   | IER    | NOO    | CYP    | POR    | ARG     | ITA     | GRI     | POL     | FIN     | AUS 9  | SPA     | GBR    |        |       |     |         | –    | 0      |
| 2010    | Pirelli Star Driver            | Mitsubishi Lancer Evo X    | ZWE    | MEX    | JOR    | TUR 26 |         | POR 20  | BUL     | FIN 21  | DUI 19  |        | FRA 35  | SPA    | GBR 19 |       |     |         | –    | 0      |
| 2010    | Hayden Paddon                  | Mitsubishi Lancer Evo IX   |        |        |        |        | NZL 14  |         |         |         |         | JPN 12 |         |        |        |       |     |         | –    | 0      |
| 2011    | Hayden Paddon                  | Subaru Impreza STi         | ZWE    | MEX    | POR 11 | JOR    | ITA     | ARG 9   | GRI     | FIN 19  | DUI     | AUS 6  | FRA     | SPA 34 |        |       |     |         | 18   | 10     |
| 2011    | Hayden Paddon                  | Subaru Impreza STi R4      |        |        |        |        |         |         |         |         |         |        |         |        | GBR 13 |       |     |         | 18   | 10     |
| 2012    | Hayden Paddon                  | Škoda Fabia S2000          | MON    | ZWE 23 | MEX    | POR 16 | ARG     | GRI     | NZL 12  | FIN DNF | DUI     | GBR 26 | FRA DNF | ITA    | SPA 20 |       |     |         | –    | 0      |
| 2013    | Hayden Paddon                  | Škoda Fabia S2000          | MON    | ZWE    | MEX    | POR    | ARG     | GRI     | ITA     | FIN 11  | DUI 8   | AUS 16 | FRA     |        |        |       |     |         | 18   | 8      |
| 2013    | Qatar M-Sport World Rally Team | Ford Fiesta RS WRC         |        |        |        |        |         |         |         |         |         |        |         | SPA 8  | GBR    |       |     |         | 18   | 8      |
| 2014    | Hyundai Motorsport N           | Hyundai i20 WRC            | MON    | ZWE    | MEX    | POR    | ARG     | ITA 12  | POL 8   | FIN 8   | DUI     | AUS 6  | FRA     | SPA 9  | GBR 10 |       |     |         | 14   | 19     |
| 2015    | Hyundai Motorsport             | Hyundai i20 WRC            | MON    | ZWE 5  |        |        |         |         |         |         |         | AUS 5  |         |        | GBR 5  |       |     |         | 9    | 84     |
| 2015    | Hyundai Motorsport N           | Hyundai i20 WRC            |        |        | MEX 17 | ARG 15 | POR 8   | ITA 2   | POL 4   | FIN DNF | DUI 9   |        | FRA 5   | SPA 6  |        |       |     |         | 9    | 84     |
| 2016    | Hyundai Motorsport N           | Hyundai i20 WRC            | MON 25 |        |        |        |         |         |         |         |         |        |         |        |        |       |     |         | 4    | 138    |
| 2016    | Hyundai Motorsport             | Hyundai NG i20 WRC         |        | ZWE 2  |        |        | POR DNF | ITA DNF | POL 3   | FIN 5   |         |        |         |        |        | AUS 4 |     |         | 4    | 138    |
| 2016    | Hyundai Motorsport N           | Hyundai NG i20 WRC         |        |        | MEX 5  | ARG 1  |         |         |         |         | DUI 5   | CHN C  | FRA 6   | SPA 4  | GBR 4  |       |     |         | 4    | 138    |
| 2017    | Hyundai Motorsport             | Hyundai i20 Coupé WRC      | MON WD | ZWE 7  | MEX 5  | FRA 6  | ARG 6   | POR DNF | ITA DNF | POL 2   | FIN DNF | DUI 8  | SPA     | GBR 8  | AUS 3  |       |     |         | 8    | 74     |
| 2018    | Hyundai Shell Mobis WRT        | Hyundai i20 Coupé WRC      | MON    | ZWE 5  | MEX    | FRA    | ARG     | POR DNF | ITA 4   | FIN 4   | DUI     | TUR 3  | GBR 7   | SPA    | AUS 2  |       |     |         | 8    | 73     |
| 2019*   | M-Sport Ford World Rally Team  | Ford Fiesta WRC            | MON    | ZWE    | MEX    | FRA    | ARG     | CHL     | POR     | ITA     | FIN DNS | DUI    | TUR     |        |        |       |     |         | –    | 0      |
| 2019*   | M-Sport Ford World Rally Team  | Ford Fiesta R5 MK2         |        |        |        |        |         |         |         |         |         |        |         | GBR 38 | SPA    | AUS   |     |         | –    | 0      |

* Seizoen loopt nog.

#### Overwinningen
| # | Seizoen | Rally                   | Navigator    | Auto               |
| - | ------- | ----------------------- | ------------ | ------------------ |
| 1 | 2016    | 36º YPF Rally Argentina | John Kennard | Hyundai NG i20 WRC |